# Sébastien Bisciglia
Pour les articles homonymes, voir Bisciglia.
Pas d'image ? Cliquez ici

a Compétitions nationales et continentales officielles uniquement.

Dernière mise à jour le 15 mars 2024.
Sébastien Bisciglia (né le 28 mai 1984 à La Seyne-sur-Mer, dans le Var) est un joueur français de rugby à XV qui évolue au poste de talonneur.

## Palmarès

### En club
- Vainqueur du Champion de France de Pro D2 en 2005

### En équipe nationale
- Équipe de France - de 21 ans
- Équipe de France Universitaire : 1 sélection en 2006 (Angleterre U)